# Ali Gerba
Ali Ngon Gerba, född 4 september 1981 i Yaoundé, är en kamerunskfödd kanadensisk före detta fotbollsspelare.
Ali Gerba värvades till GIF Sundsvall sommaren 2005 för att kunna rädda laget kvar i Allsvenskan. Han hann med 11 matcher och fem mål, men det hjälpte inte. Eftersom han inte ville följa med ner till Superettan var han het på transfermarknaden. Först trodde man att han var klar för AIK. Sedan visade det sig att han inte var det, och då kom IFK Göteborg med i kampen och vann den. Efter ett dåligt första halvår valde IFK Göteborg att låna ut honom till norska Odd Grenland.
I augusti 2008 gick färden vidare till England, League One och MK Dons. De valde dock inte att förlänga kontraktet och Gerba flyttade hem till Kanada och Toronto FC. Sedan 2010 spelar han för Impact de Montréal.
Ali Gerba spelar för Kanadas herrfotbollslandslag.

## Övrigt
1999 kunde han blivit proffs i Spanien då han provtränade för Valencia CF. 